# Tamiya Euro-Cup
Der Tamiya Euro-Cup (TEC) ist eine deutsche Breitensportrennserie für funkferngesteuerte Modellautos. Sie wird von der Simba-Dickie-Group beziehungsweise von Tamiya Deutschland organisiert und feierte 2015 ihr 25-jähriges Bestehen. Es gibt in anderen europäischen Ländern sowie auch in den USA und Japan ähnlich geartete Rennserien. Darüber hinaus richtet Tamiya auch eigene Europameisterschaften und Weltmeisterschaften aus.

## Austragungsmodus
In fünf Regionen (Nord, Ost, Süd, West und Mitte) werden offene Rennen für alle in der Rennsaison ausgeschriebenen Klassen ausgetragen. Eine Saison beginnt immer nach der deutschen Meisterschaft im August und endet mit ebendieser als Höhepunkt. Die erste Saisonhälfte (Terminplan 1) stellt die Wintersaison mit Indoor-Rennen dar. Der Terminplan 2 ab April enthält vornehmlich Outdoor-Rennen. 
Alle die offenen Rennen dienen dazu Qualifikationspunkte für die deutsche Meisterschaft zu sammeln. Die Punktbesten sind dann zur DM in Sonneberg zugelassen und dürfen um den Titel kämpfen. Bei diesem Meisterschaftsrennen werden auch Fahrer aus anderen Nationen mit ähnlich Rennserien als Gastfahrer zugelassen.

## Klassen
In der Rennserie sind ausschließlich Modelle der Firma Tamiya zugelassen. Es dürfen nur wenige Teile anderer Hersteller an den Autos verwendet werden. Alle Klassen nutzen ausschließlich Elektromotoren in verschiedenen Leistungsstufen.
Die langsamste Klasse ist die Stock, die sich speziell an Einsteiger richtet. In dieser sind einfache Kunststofftourenwagen im Maßstab 1:10 zugelassen. Die Top Stock lässt gegenüber der Stock stärkere Motoren und Fahrzeugtuning zu. Die Gentleman erweitert die Top Stock um weitere Tuningoptionen und hat ein Mindestalter von 40 Jahren. 
Mit richtigen Rennchassis hingegen sind die Klassen Euro-TW und Euro-GT unterwegs. Diese setzen auch auf eine stärkere Motorisierung als in den Stock-Klassen. Die Klasse Formel nutzt Fahrzeuge, die der echten Formel 1 nachempfunden sind, ein. Hier werden Moosgummireifen gefahren. Alle anderen nutzen Gummireifen.
Eine weitere Klasse sind die M-Chassis im Maßstab 1:12. Hier werden Kunststoffchassis in Monocoque-Bauweise eingesetzt. Diese ist neben der Top Stock eine der ältesten im TEC.
Über die Jahre des TEC hinweg wurde die Klassenstruktur fortwährend modifiziert und an die Bedürfnisse der Teilnehmer und das Tamiya-Sortiment angepasst.
Zur Saison 2017/18 wurden die Klassen Euro-GT und Formel gestrichen und die Klassen M-07 und Truck eingeführt.

## Deutsche Meister
Aufgeführt sind hier deutsche Meister des Tamiya Euro-Cups ab 1996. Die Rennen 2009 wurden nicht explizit als deutsche Meisterschaft ausgetragen, sondern als ein Eurofinale.
Seit 2022 wird das Finale in Neustadt bei Coburg und nicht mehr in Sonneberg ausgetragen.
| Jahr | Stock             | Top Stock         | Gentleman               | Euro-TW              | Fighter Kids       | M-Chassis           | Truck           | Formel E             |
| ---- | ----------------- | ----------------- | ----------------------- | -------------------- | ------------------ | ------------------- | --------------- | -------------------- |
| 2024 | Noa Hamaguchi     | Alexander Heym    | Stefan Klöpsch          | Maarten Wouters (NL) | David Reip         | Stefan Klöpsch      | David Reip      | Christian Nassler    |
| 2023 | Pascal Wagenpfeil | Tobias Dietrich   | Roland Wagenpfeil       | Maarten Wouters (NL) | David Reip         | Tobias Dietrich     | Oliver Maaß     | Maarten Wouters (NL) |
| 2022 | David Reip        | Tobias Dietrich   | Stefan Klöpsch          | Maarten Wouters (NL) | David Reip         | Stefan Klöpsch      | Tobias Wernicke | Christian Nassler    |
| 2019 | Florian Gerhard   | Dominik Ruf       | Alexander Stocker       | Simon Lauter         | Tim Kummer         | Simon Lauter        | Simon Stegmeier | -                    |
| Jahr | Stock             | Top Stock         | Gentleman               | Euro-TW              | M-07               | M-Chassis           | Truck           | -                    |
| 2018 | Maarten Wouters   | Dominik Ruf       | Alexander Stocker       | Simon Lauter         | Simon Lauter       | Tobias Dietrich     | Martin Hofer    |                      |
| Jahr | =                 | =                 | =                       | =                    | Euro-GT            | =                   | F104 / Formel   |                      |
| 2017 | Max Poppe         | Dominik Ruf       | Reto Wagner             | Simon Lauter         | Simon Lauter       | Tobias Dietrich     | Thomas Pannwitz |                      |
| 2016 | Alexander Heym    | Dominik Ruf       | Dietmar Drost           | Simon Lauter         | Thomas Pannwitz    | Tobias Dietrich     | Thomas Pannwitz |                      |
| 2015 | Mareike Stegmeier | Klaus Waldmann    | Reto Wagner             | Lucas Mühl           | Thomas Pannwitz    | Tobias Dietrich     | Thomas Pannwitz |                      |
| Jahr | Euro Fighter      | =                 | =                       | =                    | =                  | =                   | =               |                      |
| 2014 | Dominik Ruf       | Simon Lauter      | Markus Fritz            | Simon Lauter         | Christian Donath   | Jörg Frömel         | Daniel Reeb     |                      |
| 2013 | Simon Lauter      | Jan Woidasky      | Markus Fritz            | Christian Donath     | Christian Donath   | Matthias Kotte      | Mathias Reber   |                      |
| 2012 | -                 | Simon Lauter      | Jochen Janik            | Christian Donath     | Marco Siegenthaler | Christian Donath    | Mathias Reber   |                      |
| 2011 | -                 | Simon Lauter      | Dirk Gattke             | Mathias Reber        | Michel Zierold     | Christian Donath    | Mathias Reber   |                      |
| 2010 | Daniel Förnbacher | Daniel Förnbacher | Dirk Gattke             | -                    | Dennis Fadtke      | Jörg Frömel         | Roman Pichler   |                      |
| Jahr | Euro Fighter      | =                 | =                       | -                    | =                  | =                   | TamTech         |                      |
| 2009 | Daniel Förnbacher | Steffen Still     | Jens Bunge              | -                    | Fabian Ehrhardt    | Jörg Frömel         | Giuliano Resta  |                      |
| 2008 | Daniel Förnbacher | Sebastian Kroh    | Jens Bunge              | -                    | Thomas Pannwitz    | Matthias Diefenbach | -               |                      |
| Jahr | =                 | =                 | =                       | GT1                  | GT2                | -                   | Formel 1        |                      |
| 2007 | Sebastian Kroh    | Christopher Krapp | ?                       | -                    | Patrick Gassauer   | -                   | -               |                      |
| 2006 | -                 | Felix Bischoff    | Karl Reiner Mürder      | Marcus Pannwitz      | Kai Maurus         | -                   | -               |                      |
| 2005 | -                 | Felix Bischoff    | ?                       | Ronald Völker        | ?                  | -                   | -               |                      |
| 2004 | -                 | Andreas Eckhardt  | Heinz-Jürgen Kalinowski | Ronald Völker        | Markus Fritz       | -                   | Daniel Sieber   |                      |
| Jahr |                   |                   |                         | 4WD/TCC              | Rallye             |                     |                 |                      |
| 2003 | -                 | Toni Rheinard     | Heinz-Jürgen Kalinowski | Marc Rheinard        | Rino Vogna         | -                   | Ronald Völker   |                      |
| Jahr |                   |                   |                         |                      |                    |                     | F1/GT           |                      |
| 2002 | -                 | Toni Rheinard     | -                       | Christian Donath     | Rino Vogna         | -                   | Ronald Völker   |                      |
| 2001 | -                 | Alex Piperato     | -                       | Alexander Stocker    | -                  | -                   | Mathias Reber   |                      |
| 2000 | -                 | Matthias Temme    | -                       | Alexander Stocker    | -                  | -                   | Mathias Reber   |                      |
| Jahr |                   |                   |                         |                      |                    | M-Chassis           | F1              |                      |
| 1999 | -                 | Oliver Basdorf    | -                       | Jochen Janik         | -                  | Mario Glaser        | Michael Clauß   |                      |
| 1998 | -                 | Toni Rheinard     | -                       | Alexander Stocker    | -                  | Thomas Wohlhüter    | Björn Hellwig   |                      |
| Jahr |                   | FWD               |                         | 4WD                  | -                  | =                   | =               |                      |
| 1997 | -                 | Marc Rheinard     | -                       | Marc Pfenninger      | -                  | Thomas Wohlhüter    | Ralf Krause     |                      |
| 1996 | -                 | Sebastian Nill    | -                       | Wolfgang Sesterhenn  | -                  | Alexander Stocker   | Markus Mobers   |                      |
| 1995 | -                 | Bernd Haas        | -                       | Frank Steinmeier     | -                  | -                   | Markus Mobers   |                      |
| 1994 | -                 | Thomas Peter      | -                       | Markus Mobers (DTM)  | -                  | -                   | Markus Mobers   |                      |
| 1993 | -                 |                   | -                       |                      | -                  | -                   | Markus Mobers   |                      |
| 1992 | -                 |                   | -                       |                      | -                  | -                   |                 |                      |
| 1991 | -                 |                   | -                       |                      | -                  | -                   |                 |                      |

## Österreichische Meister
Aufgeführt sind hier alle Gesamtsieger des Tamiya Euro Cup Austria.
| Jahr | Stock             | Top Stock          | Euro-TW            | M-Chassis        | Truck           | Porsche GT1 / Classic | Formel 1           |
| ---- | ----------------- | ------------------ | ------------------ | ---------------- | --------------- | --------------------- | ------------------ |
| 2022 | Simeon Seis       | Florian Scheer     | -                  | -                | -               | Robert Lengauer       | -                  |
| 2021 | Martin van Berkum | Florian Scheer     | Friedrich Pfeiffer | Fritz Kellner    | -               | Robert Lengauer       | -                  |
| 2020 | -                 | Michael Gavac      | Markus Fuhrmann    | Fritz Kellner    | Zoltan Hodi     | -                     | -                  |
| 2019 | David Weissenböck | Walter Weissenböck | Florian Scheer     | Fritz Kellner    | Markus Fuhrmann | -                     | -                  |
| 2018 | Simon Grötz       | Markus Fuhrmann    | Wolfgang Buresch   | Florian Scheer   | -               | -                     | -                  |
| 2017 | Michael Böhm      | Walter Weissenböck | Wolfgang Buresch   | Fritz Kellner    | -               | -                     | -                  |
| 2016 | David Weissenböck | Walter Weissenböck | Wolfgang Buresch   | Wolfgang Schober | -               | -                     | Walter Weissenböck |
| 2015 | Fritz Kellner     | Manfred Pasch      | Manfred Pasch      | Martin Holzeis   | -               | -                     | Martin Holzeis     |
| 2014 | Nils Schober      | Manfred Pasch      | Manfred Pasch      | Florian Scheer   | -               | -                     | Manfred Pasch      |
|      |                   | Gentleman          |                    |                  |                 |                       |                    |
| 2013 | David Grötz       | Vinzenz Schrank    | Walter Weissenböck | Robert Lengauer  | -               | -                     | Martin Szunyogh    |